# Lemony Snicket
Lemony Snicket este pseudonimul scriitorului american Daniel Handler (n. 28 februarie 1970). Snicket este autorul unor cărți pentru copii, ce joacă și rol de narator în O serie de evenimente nefericite (opera sa cea mai cunoscută) și apare ca personaj de-a lungul seriei. Din cauza aceasta, numele Lemony Snicket se poate referi atât la un personaj ficțional cât și la o persoană reală. Acest articol se concentrează în primul rând asupra personajului.
Ca personaj, Snicket este un scriitor și cercetător grăbit și îngrijorat, care a fost acuzat în mod fals de crime și este vânat încontinuu de poliție și de inamicii săi, piromanii din organizația secretă Departamentul de Voluntari ai Focului (V.F.D.). Când era copil a fost răpit și introdus ca „novice” în V.F.D., unde a fost antrenat în mod retoric și trimis în misiuni ce păreau fără rost, în timp ce toate legăturile cu fosta sa viață, în afară de cele cu frații săi Jacques și Kit (care fuseseră de asemenea răpiți și introduși în organizație) erau stricte. În cadrul organizației a întâlnit un membru pe nume Beatrice, de care s-a îndrăgostit, logodindu-se în final. După o serie de evenimente nefericite (după care este numită seria de lumea reală), a fost acuzat în mod fals de crimă și incendiere premeditară. Până la urmă erorile au crescut atât de mult încât Zilnicul Punctilio i-a anunțat moartea. Beatrice a trecut peste și s-a căsătorit cu Bertrand Baudelaire, devenind mama lui Violet, Klaus și Sunny Baudelaire, protagoniștii din O serie de evenimente nefericite. După paisprezece ani Beatrice și Bertrand au fost uciși într-un incendiu în propria casă, lăsându-i pe Baudelaires orfani. Simțindu-se îndatorat fata de fosta sa logodnică, Snicket pornește într-o anchetă pentru a nota viețile copiilor Baudelaire până când aceștia cresc suficient de mari încât să facă față singuri problemelor din lume.
Snicket este protagonistul unei autobiografii ficționale, Lemony Snicket: Autobiografia neautorizată (care conține o introducere făcută de o versiune ficțională a lui Daniel Handler). Un pamflet, 13 Secrete șocante pe care nu doreai sa le afli despre Lemony Snicket, a fost lansat pentru promovarea cărții Sfârșitul. Alte lucrări ale lui Snicket includ Copilul din iesle, Compozitorul este mort, Hreanul: adevăruri amare pe care nu le poți evita, Latke ce nu se putea opri din țipat, Bucata de cărbune și 13 cuvinte. Snicket lucrează în prezent la Toate întrebările greșite, o nouă serie pentru copii ce va apărea în octombrie 2012.

## Originea numelui
Numele Lemony Snicket își are originea în cercetările lui Handler pentru prima sa carte, Optul fundamental. Handler voia sa primească material de la organizații pe care le găsea „ofensive sau amuzante”, dar nu dorea sa își folosească numele real, așa că a inventat „Lemony Snicket” ca pseudonim. Asemănarea numelui cu Jiminy Cricket, pe care Handler l-a descris ca fiind „exact genul de narator vesel, din cale-afară de moralizator, pe care [chiar] îl disprețuiesc”, a fost „precum o scăpare freudiană”. În timp ce scria O serie de evenimente nefericite, el și editorul lui s-au gândit că mai degrabă le-ar publica sub numele naratorului, decât al lui însuși.

## Narator și personaj
Lemony Snicket provenea dintr-o familie cu trei copii. Fratele lui, Jacques Snicket și sora sa, Kit Snicket erau de asemenea membri V.F.D. și prieteni cu părintii Baudelaire. Atât Jacques, cat și Kit apar ca personaje secundare în cărțile O serie de evenimente nefericite. De asemenea îl știa pe Contele Olaf din viața sa timpurie, căci fuseseră împreună la școală.
În tinerețea sa, Lemony Snicket a frecventat o școală cu internat condusă de V.F.D., împreună cu alte personaje din serie. Mai târziu a fost educat la sediul central V.F.D. din Munții Mortmain și a fost angajat de un ziar numit Zilnicul Punctilio după absolvire. Verifica ortografia la anunțurile mortuare și era critic de teatru.
Lemony Snicket a avut o relație fără noroc cu actrița Beatrice Baudelaire. Lemony și Beatrice au fost la un moment dat logodiți și gata să se căsătorească, dar Beatrice a rupt logodna din motive neclare și i-a înapoiat mai târziu inelul lui Lemony, împreună cu o carte de doua sute de pagini în care explica de ce nu se puteau căsători. Este evidențiat, totuși, că părintii Baudelaire îl credeau pe Lemony mort, căci în Sfârșitul se spune că, urmând tradiția de a boteza copiii după cineva care murise, Violet urma sa fie numită Lemony dacă ar fi fost băiat. Beatrice probabil descoperise adevărul cândva după ce se căsătorise cu Bertrand Baudelaire, caci probabil nu ar fi avut vreun motiv sa ii trimită lui Lemony inelul și cartea dacă l-ar fi crezut în continuare mort.
Cum Beatrice era mama copiilor Baudelaire, a murit în incendiul care a distrus conacul Baudelaire. Nu trebuie sa fie confundată cu altă Beatrice Baudelaire, fiica lui Kit Snicket, sora adoptată a orfanilor Baudelaire. Snicket face frecvent referiri la Beatrice în poveștile sale și ii dedică fiecare carte din O serie de evenimente nefericite ei.
De asemenea se știe ca Snicket fusese „prieten” apropiat cu o femeie a cărei prima inițială a numelui era „R.”, care era Ducesa de Winnipeg.
Lemony Snicket s-a însărcinat singur cu obligația de a cerceta și a scrie trista poveste a orfanilor Baudelaire, din cauza „multor motive personale și legale”. Le urmărește mișcările și strânge probe legate de aventurile lor, dar este posibil să nu-i fi întâlnit niciodată pe Violet, Klaus sau Sunny în persoană. Multi fani îl identifica, totuși, drept șoferul de taxi care a apărut pentru un scurt timp în Penultimul pericol, Camera creaturilor și Lacul Lacrimose. Bărbatul se presupune ca este în posesia vasului de zahar, un element central al seriei, după ce îl recuperase din heleșteul în care fusese ascuns.
În timp ce seria progresează, devine treptat clar ca Snicket ii cunoștea pe domnul și doamna Baudelaire de multi ani, din legăturile acestora cu V.F.D.. Totuși, asa cum este menționat în Spitalul sperios și Sfârșitul, în ciuda tuturor cercetărilor lui Lemony și a muncii sale, tot nu știe locația, poziția sau statutul curent al copiilor Baudelaire.
Lemony a fost înregistrat la V.F.D. de când era copil, asa cum spune în cântecul Micul băiat Snicket. în Scrisorile lui Beatrice, nepoata lui, fiica lui Kit Snicket, pe care de asemenea o cheamă Beatrice Baudelaire, este menționat ca ea crede că Lemony este un fel de detectiv, o referire la investigațiile sale în cazul copiilor Baudelaire.
Snicket deseori se subapreciază; se descrie ca fiind un laș, iar în anumite momente ale povestirilor sale menționează ca nu ar fi fost la fel de curajos ca orfanii Baudelaire în situația lor. De asemenea mărturisește ca a făcut lucruri care nu erau nobile, cel mai notabil fiind furtul vasului de zahar de la Esmé Squalor. De asemenea a sugerat ca a jucat un rol în uciderea părinților Contelui Olaf, Olaf fiind principalul antagonist al seriei, iar Beatrice fusese și ea implicată.
În povestirea cărților, Snicket spune ca făcea multe lucruri neobișnuite în timpul liber, inclusiv ascundea toate urmele acțiunilor sale, localiza noi locuri pentru a se ascunde, lua în considerare feluri de mâncare suspicioase și cerceta viețile primejdioase ale copiilor Baudelaire. Recunoaște ca și-a enumerat deseori faptele sale curajoase în încercarea de a se înveseli, însa tentativele au fost întotdeauna în van.

## Alte lucrări
Daniel Handler, încă sub numele de Lemony Snicket, scrie o nouă serie de patru cărți intitulate Toate întrebările greșite, care va fi publicată în 2012.
Handler a scris și a contribuit și la alte lucrări sub persoana lui Lemony Snicket, care nu au legătură cu O serie de evenimente nefericite. A afirmat ca „există o șansă ca alte probleme sa ii atragă atenția domnului Snicket, pe care sa le cerceteze și să le publice, dar sunt tot timpul prudent când fac astfel de promisiuni.”
Prima dintre acestea a fost o poveste străveche despre Naștere, denumită Copilul din iesle. O altă poveste de Crăciun, intitulată Bucata de cărbune, a fost publicată în USA Weekend în 2004. Sub numele de Snicket, Handler a scris o introducere și o încheiere pentru Faimoasa invazie a urșilor în Sicilia, cartea sa pentru copii favorită, la care face referire în O serie de evenimente nefericite. O carte cu citate amuzante selectate parțial din O serie de evenimente nefericite a fost publicată sub denumirea  Hreanul: adevăruri amare pe care nu le poți evita. O alta poveste de „Crăciun”,  Latke ce nu se putea opri din țipat, a fost publicata în octombrie 2007.
Haiduci gălăgioși, picături neprietenoase și alte câteva lucruri care nu sunt la fel de înfricoșătoare, poate, depinzând de cum te simți în legătură cu ținuturi pierdute, telefoane mobile pierdute, creaturi din cer, părinți care au dispărut în Peru, un bărbat pe nume Lars Farf și încă o poveste pe care nu prea am reușit sa o terminăm, așa că poate ne ajuți tu, o carte cu povesti apărută în 2005 la editura McSweeney, are o introducere și o scurtă poveste neterminată atribuite lui Lemony Snicket. Cititorii sunt încurajați sa termine povestea neterminată și să își trimită munca editorului: „Sfârșitul care ne va plăcea cel mai mult va primi un fel de premiu fabulos”. În 2007, câștigătorul, Jordan Pascual, a fost anunțat pe site-ul McSweeney și a primit diverse premii.
Snicket a mai scris Compozitorul este mort ,o poveste polițistă scrisă pentru le a introduce tinerilor cititori instrumentele orchestrei; fusese inițial făcută ca o lucrare de orchestră de către San Francisco Symphony Orchestra, cu Handler povestind drept Snicket, iar o înregistrare a interpretării a fost inclusă în fiecare copie a cărții extinse.
Într-un interviu cu site-ul fanilor Aleea Întunecată nr 667, Daniel Handler a făcut aluzie la mai multe cărți ale lui Lemony Snicket concentrate pe lumea din O serie de evenimente nefericite.
În toate cărțile din O serie de evenimente nefericite, nu are nicio poză cu fața sa, în afara unei ilustrații din Sfârșitul, cu toate ca ochii ii sunt acoperiți de felii de castravete în această poză.

## Apariții
- The Bad Beginning
- The Reptile Room
- The Wide Window
- The Miserable Mill
- The Austere Academy
- The Ersatz Elevator
- The Vile Village
- The Hostile Hospital
- The Carnivorous Carnival
- The Slippery Slope
- The Grim Grotto
- The Penultimate Peril
- The End
- Horseradish: Bitter Truths You Can't Avoid